# Onyxmusseron
Onyxmusseron (Calocybe onychina) är en svampart som först beskrevs av Elias Fries, och fick sitt nu gällande namn av Donk 1962. Calocybe onychina ingår i släktet Calocybe och familjen Lyophyllaceae.   Inga underarter finns listade i Catalogue of Life.
I den svenska databasen Dyntaxa används istället namnet Rugosomyces onychinus för samma taxon.  Arten är reproducerande i Sverige.